# Poertoren

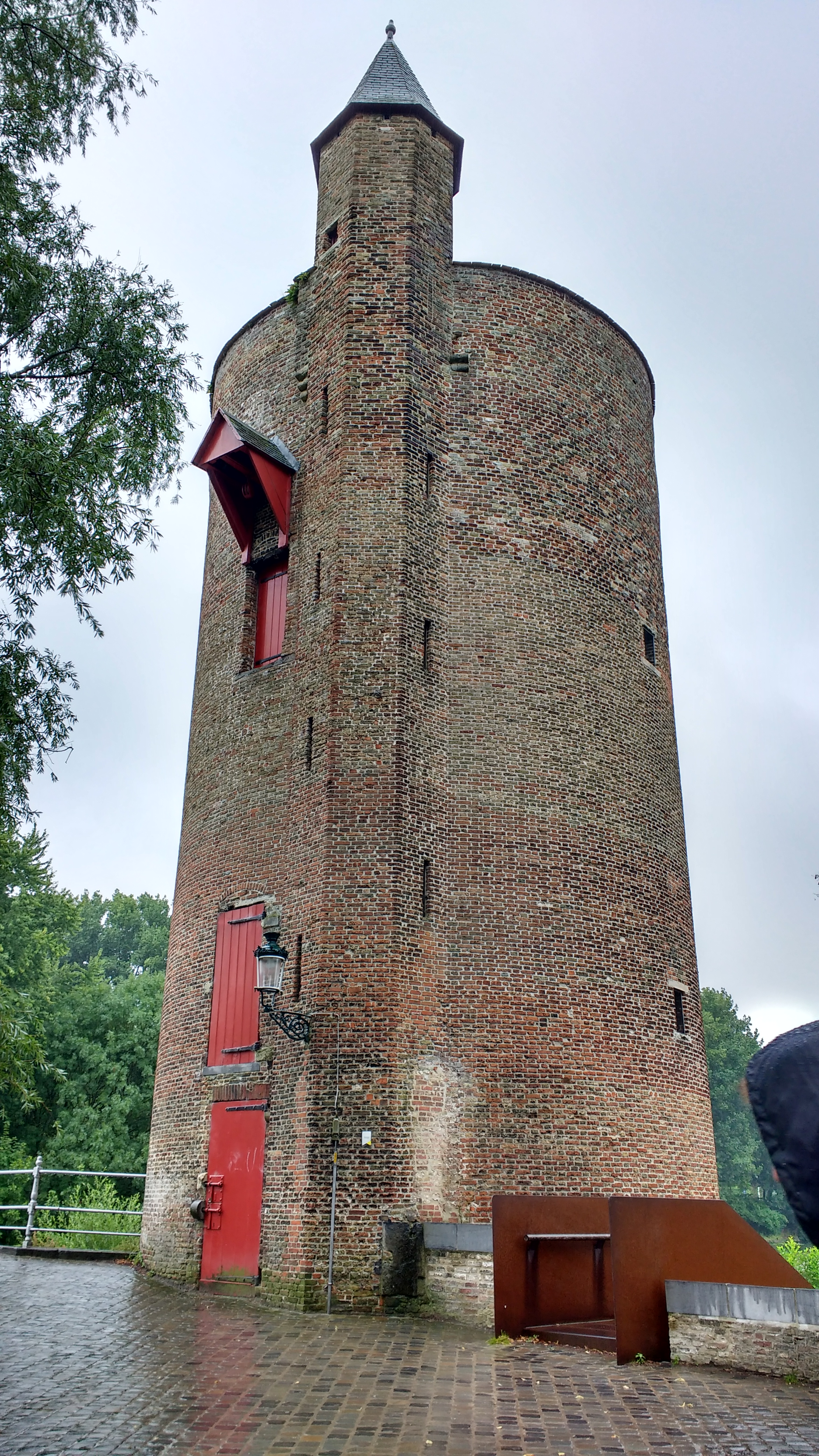

De Poertoren is een toren op de Begijnenvest in Brugge. De toren was sinds 1477 de opslagplaats voor het buskruit van de stad en dankt haar naam dan ook aan het West-Vlaamse woord voor buskruit: poer. De 18 meter hoge toren heeft een doorsnede van van 8 meter; de muren zijn ongeveer 1,3 meter dik.

## Geschiedenis

### Bouw
De vrijstaande toren werd gebouwd in 1397-1398 door Jan Van Oudenaarde als onderdeel van een waterpoort.
In de stadsrekeningen staat zijn opdracht uitvoerig beschreven, inclusief afmetingen en materiaalgebruik: een groten steenen ronden thorre van nieuw te maken up tminnewater an de westzide. Ook de indeling van de toren en de afwerking waren bepaald: op de benedenverdieping moest de ruimte afgedekt worden met een kruisgewelf, de twee hogere verdiepingen moesten een koepelgewelf krijgen. Op iedere verdieping werden een schouw (cafcoen) en een toilet (aysement) voorzien en schietgaten. De toren werd afgedekt met natuursteen en vanop het dak liep een goot in Brabantse steen. De toren moest 65 voeten hoog zijn en de traptoren met stenen wenteltrap nog eens zes voeten hoger. De aannemer-metselaar werd verzocht zelf voor de natuursteen te zorgen, maar de bakstenen (thegelen) werden door de stad geleverd. In hetzelfde contract werd opdracht gegeven voor het bouwen van een verdedigingsmuur aan de Begijnenvest met vijf stenen torens, een stenen brughoofd en een kaaimuur.
In 1399 vroeg de Stad om een stenen muur tussen het Minnewater en de Katelijnepoort op te trekken. In 1400-1401 volgde een nieuwe bestelling en samen met Maarten van Leuven bouwde Jan Van Oudenaerde een tweede toren aan de oostzijde van het Minnewater. Die toren was enkele meters minder hoog en met een vlakke zijde afgewerkt.
Beide torens waren oorspronkelijk verbonden met een houten brug. Enkel de Poertoren hiervan bestaat nog en wordt in documenten steeds de grote toren genoemd.

### Gebruik als munitiedepot
In 1477 werd de toren omgevormd tot atelier en bergplaats voor buskruit. Zo werd in 1476 salpeter gekocht aan de Catalaan Balthazar Valler en geleverd in den grooten torre an tminnewater. De toren was omgebouwd door de meester- metselaars Anthone Louf en Jan de Hond.
De westelijke toren werd in 1621 gesloopt, toen de fortificaties werden aangepast in functie van nieuwe aanvalstechnieken. Volgens de Brugse historicus A. Duclos (1910) zou de nog bestaande ijskelder aan de Minnewaterbrug een restant zijn van de westelijke toren.
In 1665 werd de toren enkele jaren ingericht als voldermolen. Daarna doet ze dienst als ijskelder tot 1785.
In 1989-1991 wordt de toren gerestaureerd naar ontwerp van architect A. Cottyn (Brugge).
Achter de Poertoren stond vroeger een sluiswachterswoning, die in 2008 plaats moest maken voor het Poertorenpark.

## Beschrijving
De poertoren is opgetrokken in bakstenen van verschillende formaten, wat er kan op wijzen dat de stad recuperatiebaksteen aan de aannemer ter beschikking stelde. Het toegepaste metselverband aan de buitenmuur is het ‘staand verband’ (een rij bakstenen op de kopkant, afgewisseld met een rij bakstenen op de strekkant maar op een dusdanige manier dat de strekken om de ander laag mooi boven elkaar liggen). Het achtzijdige traptorentje daarentegen is gemetseld in ‘Vlaams verband’, waarbij per laag een kop en een strek elkaar afwisselen. Oorspronkelijk was de toren afgewerkt met een gekanteelde, uitkragende muur met spitsboogjes onderaan, zoals te zien op verschillende iconografische bronnen. Deze natuurstenen bovenafwerking is verdwenen. De huidige hoogte is ruim 18 meter en de doorsnede 8 meter. De dikte van de muren is ongeveer 1, 30 meter.
De benedenruimte is vrij indrukwekkend en authentiek. De ronde ruimte is afgedekt met een kruisribbengewelf. De ribben van dit gewelf komen samen op een natuurstenen sluitsteen, versierd met florale motieven (in Brabantse kalkzandsteen) en tegen de muren rusten ze op vijfzijdige consoles. Sporen van de haard en de plaats van het toiletje zijn nog zichtbaar. De spiltrap naar de verdieping is opgebouwd uit elementen in witte natuursteen uit Gobertange.
Achter de poertoren ligt een kleine parkje, het Poertorenpark.

## Galerij

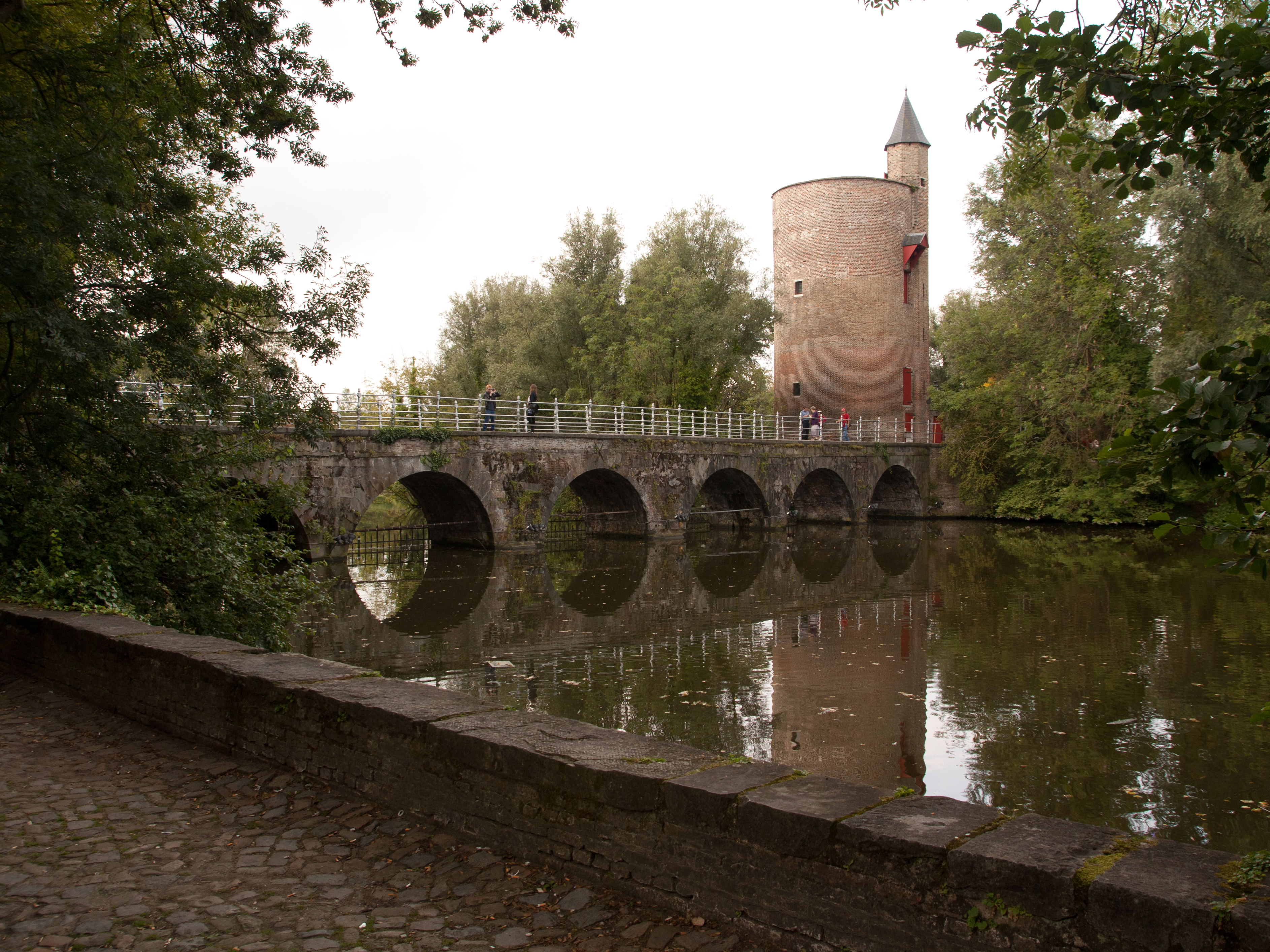
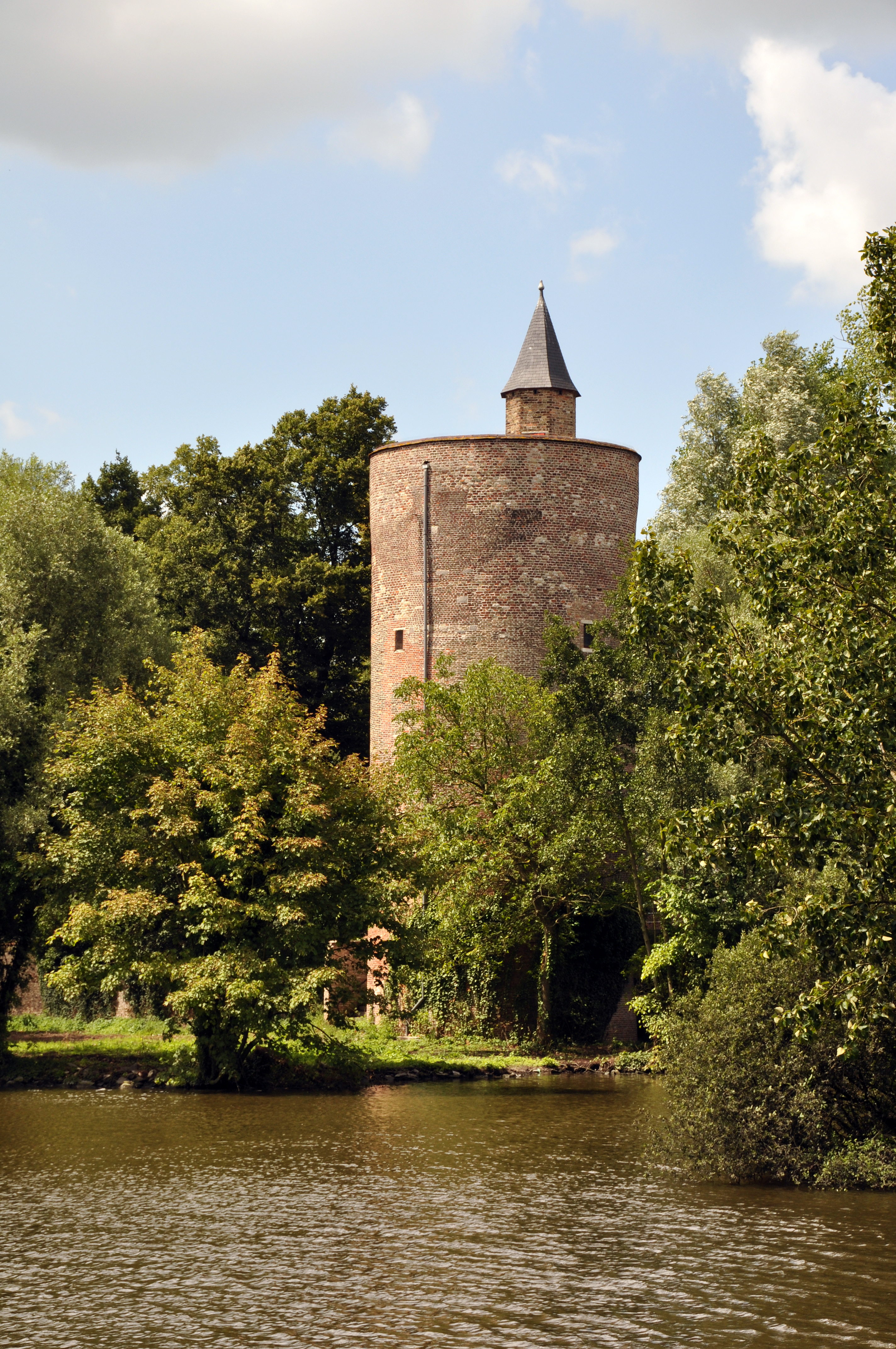
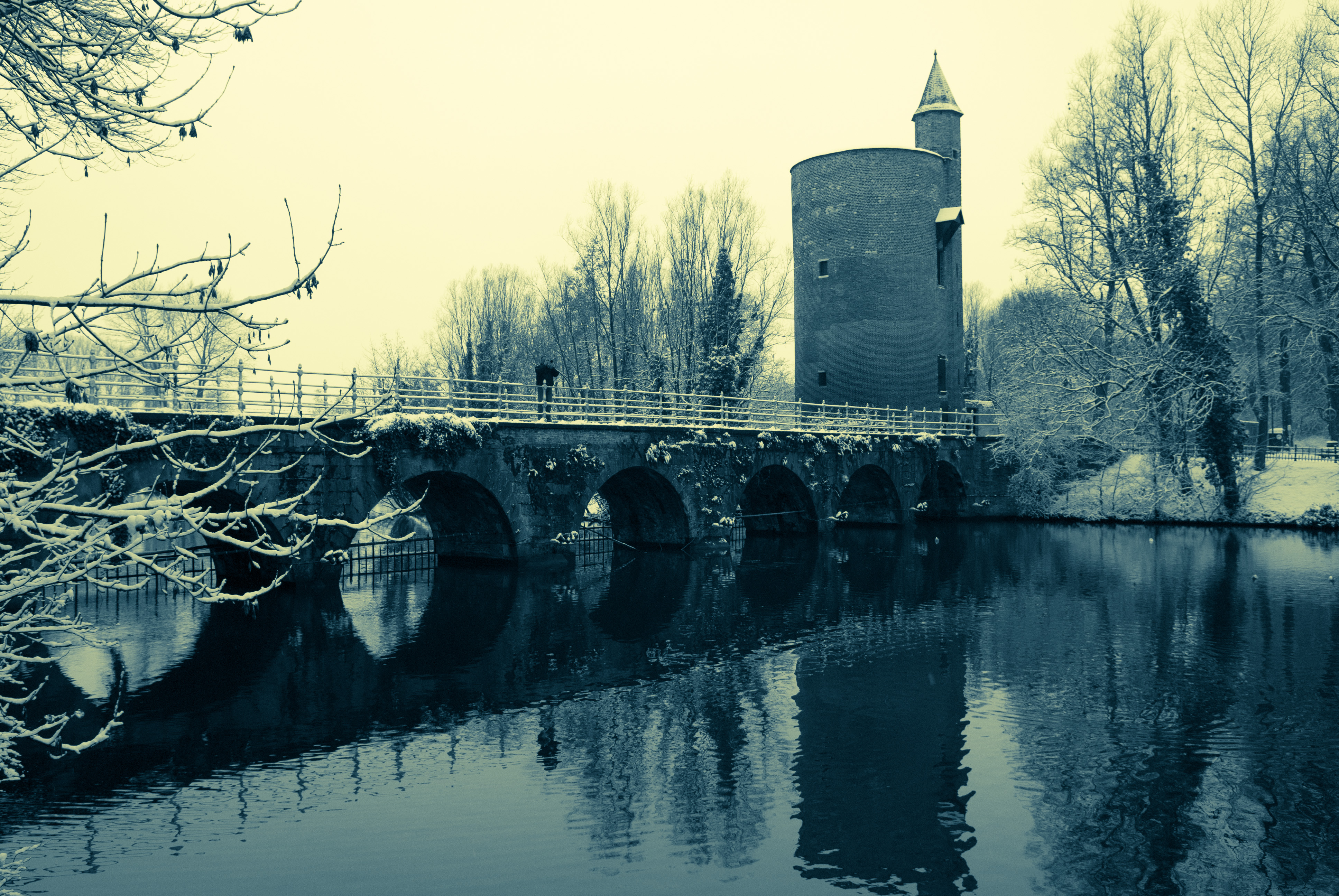
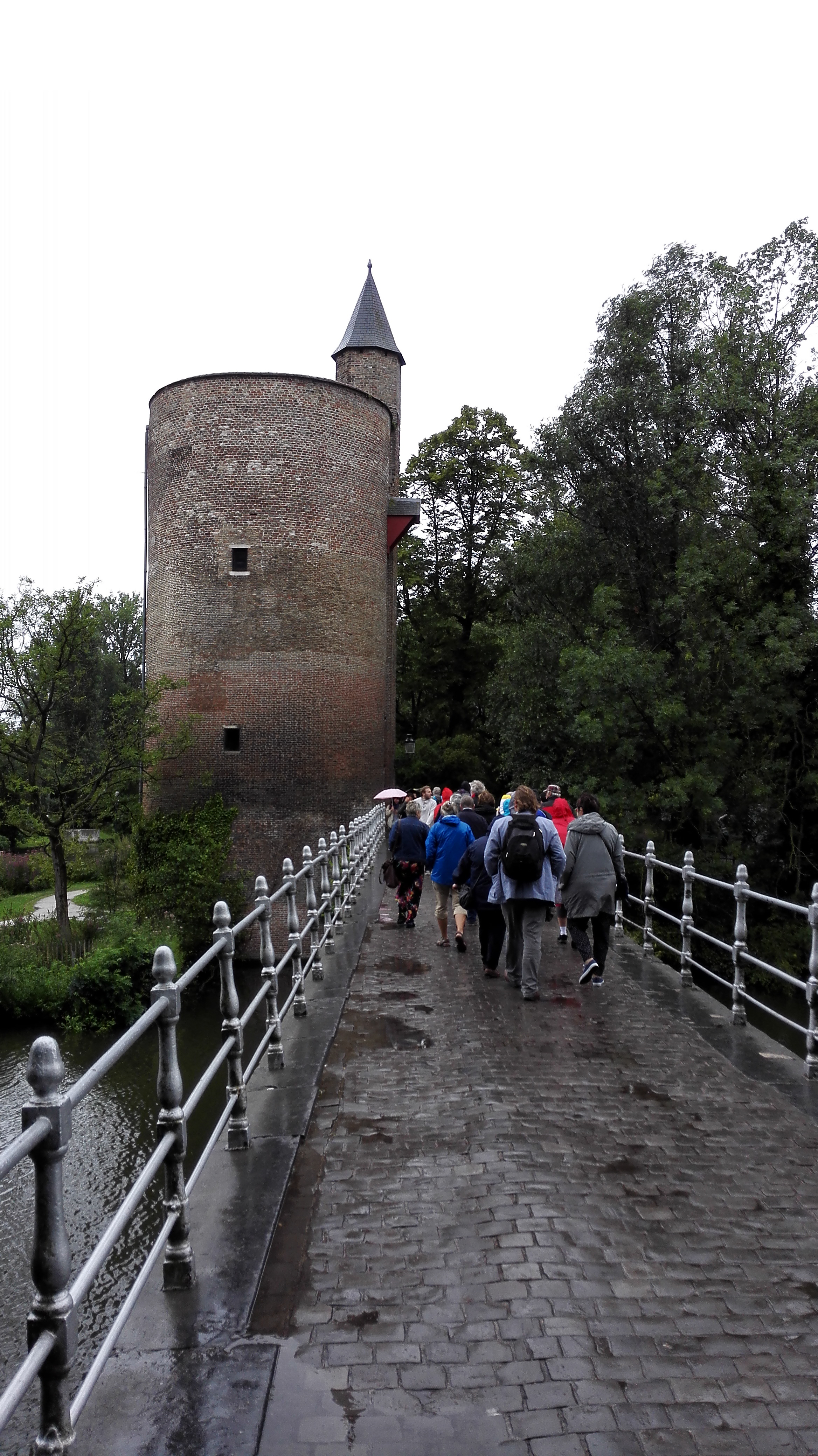
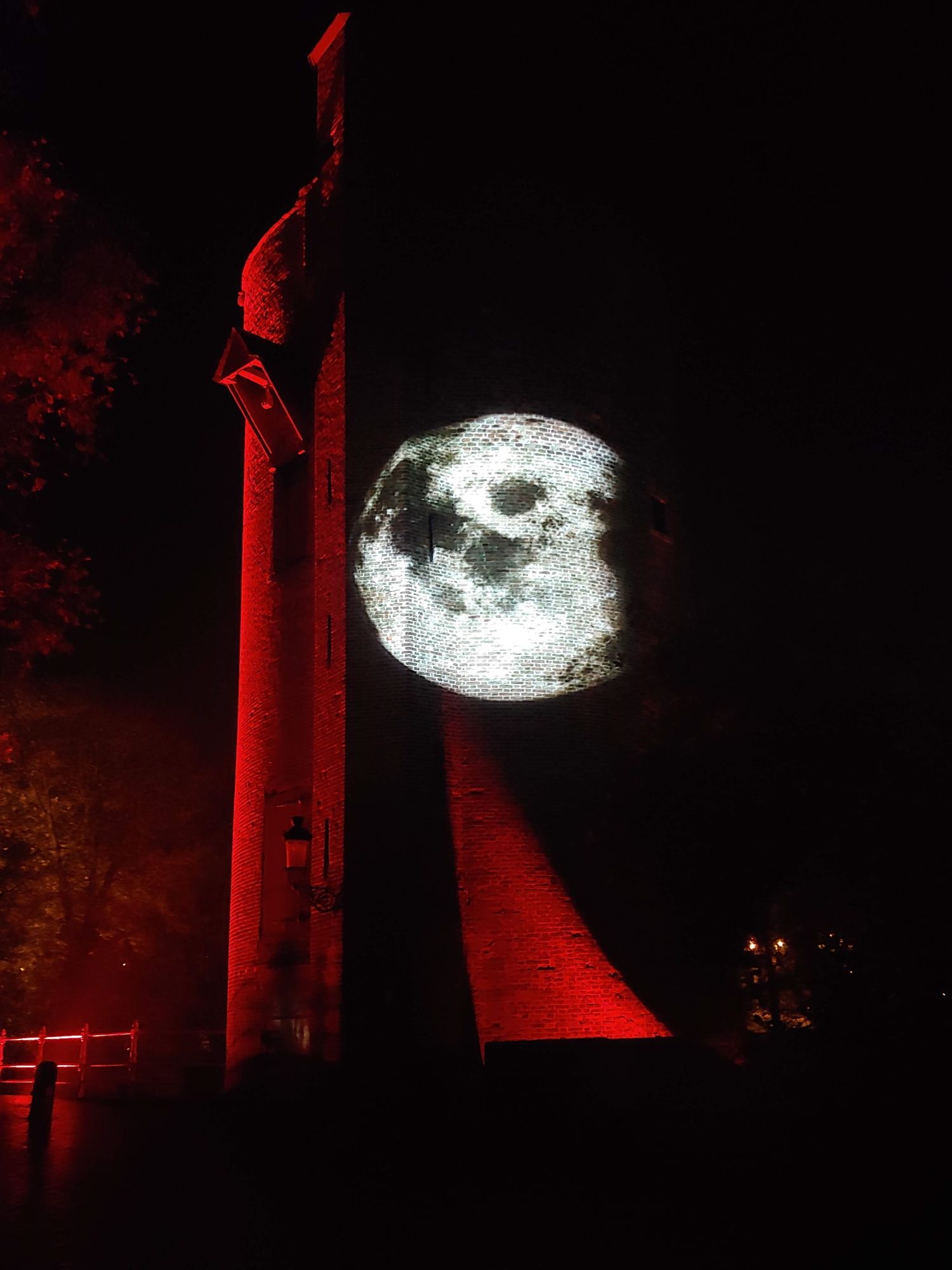